# Казахская свадьба

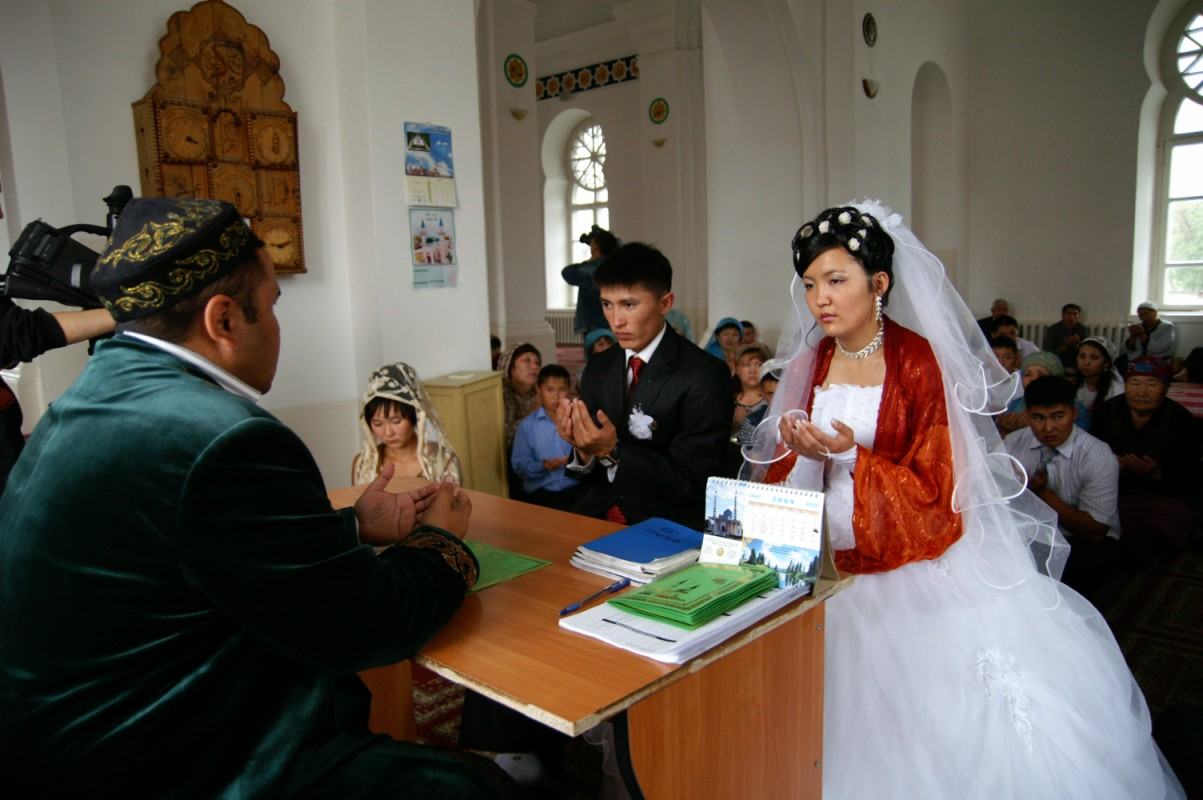
Заключение брака в мечети

Казахская свадьба (той, каз. үйлену тойы) — заключительный этап свадебных обрядов у казахов.
Вслед за завершением обряда сватовства кудалык (каз. құдалық) и до заключения официального брака (каз. неке қию) родственники невесты устраивают узату той (проводы невесты) либо у себя дома (как в старину), либо в кафе или ресторане за день или более длительный промежуток времени до свадьбы. Количество гостей со стороны жениха на «провода невесты» обычно не превышает 15—20 человек. Если невеста была «украдена» (каз. алып қашу), то ұзату той не проводится, и стороны сразу приступают к основному тою.
После завершения проводов невесты следует первая брачная ночь молодожёнов (каз. ақ неке түні), но в современном Казахстане первая брачная ночь приходится на ночь после окончания основной свадьбы. На супружескую постель стелется белое покрывало неке жаулык (каз. неке жаулық). В прошлом, если оказывалось, что невеста потеряла девственность до свадьбы, жених расторгал брак и забирал заранее заплаченный калым. Иногда, чтобы сберечь калым и сохранить добрые отношения с женихом, родители невесты предлагали ему другую дочь.
После «проводов невесты» её перевозят в дом к жениху, брак торжественно регистрируется в ЗАГСе, затем проводится церемония знакомства невесты с родственниками мужа (беташар), хотя в наше время этот обряд потерял свой смысл. Вечером того же дня проходят основные торжества по случаю свадьбы. В прошлом свадьба растягивалась на 3-дневные празднества, но в современном Казахстане все торжества укладываются в один день. Религиозный обряд бракосочетания (каз. неке қию, см. никах) проводится в мечети в день основной свадьбы, тогда как в древности мулла заключал брак в доме родителей невесты до того, как они отправятся в дом жениха. По случаю свадьбы исполняются песни той бастар с целью поздравить родителей жениха и невесты и пожелать благополучия молодожёнам.
Существует также «стариковский той» (каз. үлкендер тойы) без спиртных напитков, который устраивается в день основной свадьбы для людей пожилого возраста.
Если раньше костюмированные представления и шуточные конкурсы устраивались преимущественно на свадьбах казахстанских русских, то со временем казахи переняли эти традиции. Всё больше казахских свадеб проводятся без распития алкогольных напитков (каз. халал той). К современных свадебным традициям можно отнести свадебные кортежи из автомобилей, вешание замков, фотографирование на фоне различных достопримечательностей и красивых мест.